# Daniel Oehry

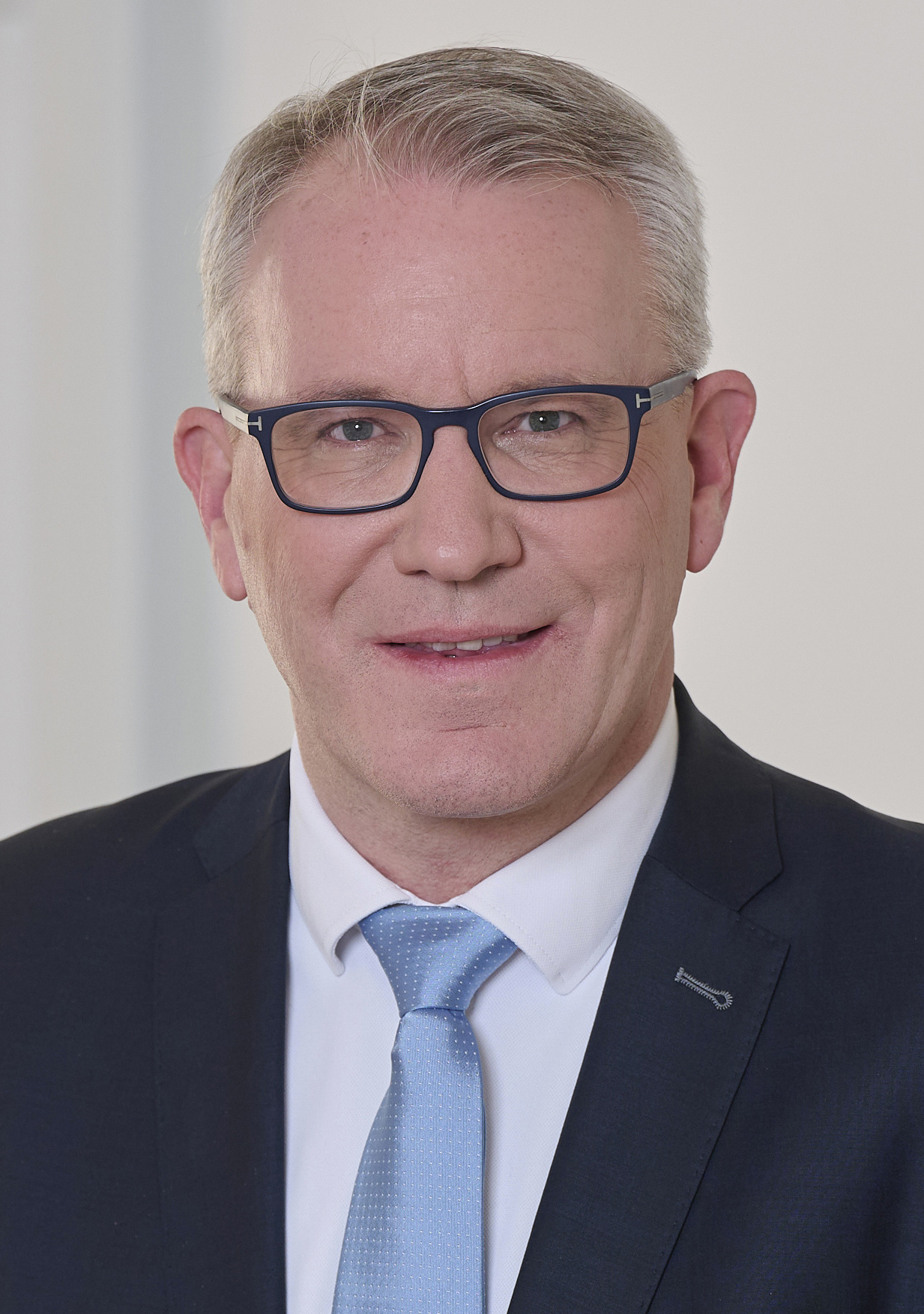
Daniel Oehry (2025)

Daniel Oehry (* 20. Februar 1971 in Grabs) ist ein liechtensteinischer Politiker (FBP). Seit 2017 ist er Abgeordneter im liechtensteinischen Landtag. Seit 2025 ist er als Regierungsrat mit Zuständigkeit für das Ministerium für Infrastruktur und Bildung Mitglied der Regierung des Fürstentums Liechtenstein.

## Biografie
Daniel Oehry besuchte von 1978 bis 1983 die Primarschule in Ruggell, von 1983 bis 1987 die Realschule in Eschen und absolvierte von 1987 bis 1991 eine Konstrukteurslehre bei der Hilti AG in Schaan. Von 1992 bis 1996 studierte er Maschinenbau an der Liechtensteinischen Ingenieurschule (LIS) in Vaduz und schloss als Dipl.-Ing. FH ab. Er absolvierte diverse Führungs- und Coaching-Ausbildungen. Ab 1992 war Oehry bei der Hilti AG in Schaan tätig, zunächst als Konstrukteur und Lehrmeister, von 2002 bis 2011 als Leiter der Berufsausbildung und von 2011 bis 2025 als Projektleiter im Bereich Human Resources.
2003 wurde er erstmals für die Fortschrittlichen Bürgerpartei in den Gemeinderat von Eschen gewählt. 2007 erfolgte seine Wiederwahl. Bei der Gemeindewahl 2011 verzichtete er auf eine erneute Kandidatur für einen Sitz im Gemeinderat und trat stattdessen für das Amt des Gemeindevorstehers an. Hierbei unterlag er jedoch seinem Kontrahenten von der Vaterländischen Union, Günther Kranz. In seiner Zeit im Gemeinderat leitete er dort das Bauressort.

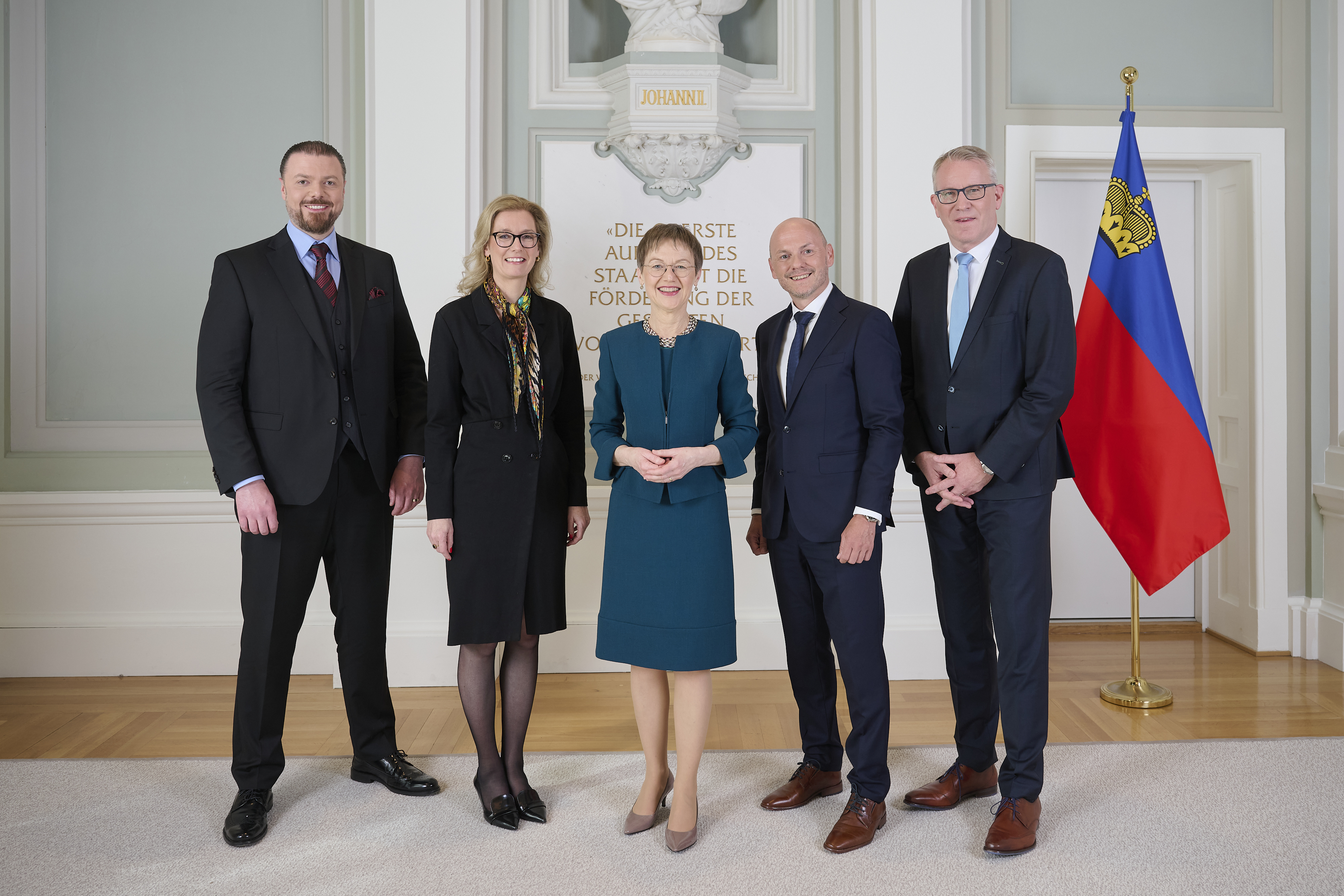
Vereidigung Regierung Haas im Fürst-Johannes-Saal im Regierungsgebäude in Vaduz

Bei der Landtagswahl in Liechtenstein 2017 wurde er für die Fortschrittlichen Bürgerpartei in den Landtag des Fürstentums Liechtenstein gewählt. Innerhalb der Landtagsfraktion seiner Partei bekleidet er das Amt des Fraktionssprechers. Im Februar 2021 erfolgte seine Wiederwahl in den Landtag. 2025 wurde er erneut in den Landtag gewählt. Am 10. April 2025 übernahm er die Leitung des Ministeriums für Infrastruktur und Bildung.

## Privatleben
Oehry ging am 17. Mai 1997 die Ehe mit der Kindergärtnerin Sybille Hoop (* 22. Februar 1975) ein. Aus der Ehe gingen zwei Kinder hervor.